# Niederhausbergen
Niederhausbergen  es una comuna de Francia del departamento de Bajo Rin (Bas-Rhin), en la región de Alsacia. Forma parte de la Comunidad urbana de Estrasburgo.
- Datos: Q21303
- Multimedia: Niederhausbergen / Q21303

1. ↑  Worldpostalcodes.org, código postal n.º 67207.
2. ↑  INSEE, Datos de población para el año 2012 de Niederhausbergen (en francés).